# Al Tahoe
Al Tahoe es un área no incorporada ubicada en el condado de El Dorado en el estado estadounidense de California.

## Geografía
Al Tahoe se encuentra ubicada en las coordenadas 38°56′31″N 119°59′1″O / 38.94194, -119.98361.